# 卡利尼夫卡 (納羅季奇區)
51°1′19″N 29°5′14″E / 51.02194°N 29.08722°E
卡利尼夫卡（烏克蘭語：Калинівка），是烏克蘭北部的村莊，隸屬日托米爾州的科羅斯滕區。該村始建於1687年，面積2.87平方公里，海拔高度164米，2001年人口30，人口密度每平方公里10.47人。